# رافعة شرجية
العضلة الرافعة الشرجية أو العضلة الرافعة للشرج (بالإنجليزية: Levator Ani Muscle)‏ هي عضلة عريضة رفيعة تقع على جانبي الحوض، وتتكون من 3 عضلات: العضلة العانية العصعصية (pubococcygeus)، والعضلة الحرقفية العصعصية (iliococcygeus) والعضلة العانية المستقيمية (puborectalis).
ترتبط مع السطح الداخلي لكلٍ من جانبي الحوض الصغير، وبالتالي تتحد لتكوين الجزء الأكبر من قاع الحوض. تُكمل العضلة العصعصية قاع الحوض والذي يُسمى أيضًا حجاب الحوض.
تُساعد هذه العضلة في دعم الأحشاء في تجويف الحوض، كما أنهُ يحيط ببنياتٍ تشريحية مختلفة تعبر من خلاله.
تعتبر العضلة الرافعة الشرجية العضلة الرئيسية في قاع الحوض، كما أنها تنقبض بشكلٍ مؤلم عند تشنج المهبل، وأيضًا تنقبض بانتظام خلال هزة الجماع.

## وصلات خارجية
- شكل تشريحي: 41:05-00 على موقع مركز سوني دونستات الطبي (تشريح بشري عبر الإنترنت).
- شكل تشريحي: 42:04-00 على موقع مركز سوني دونستات الطبي (تشريح بشري عبر الإنترنت).
- صور تشريحية:43:16-0102 في مركز داونستيت الطبي التابع لجامعة نيويورك
- صور تشريحيَّة:9072 على موقع مركز سوني دونستات الطبي.
- صور تشريحيَّة:9089 على موقع مركز سوني دونستات الطبي.
- صور تشريحيَّة:9871 على موقع مركز سوني دونستات الطبي.
- مقطع عرضي - مختبر التلدين، جامعة فيينا الطبية. pelvis/pelvis-e12-15
- درسٌ تشريحي حول perineum مُعدٌ بواسطة ويسلي نورمان (جامعة جورجتاون). (analtriangle3)
- درسٌ تشريحي حول pelvis مُعدٌ بواسطة ويسلي نورمان (جامعة جورجتاون). (femalepelvicdiaphragm، malepelvicdiaphragm)